# Guatemala i olympiska sommarspelen 1988
Guatemala deltog i de olympiska sommarspelen 1988 med en trupp bestående av 28 deltagare, men ingen av landets deltagare erövrade någon medalj.

## Boxning
- Erick Pérez

## Brottning
- Edwin Vásquez

## Cykling
- Julio Illescas
- Oscar Aquino
- Max Leiva
- Victor Lechuga
- Andrés Torres

## Fotboll
Gruppspel
| Nr | Lag       | S | V | O | F | GM | IM | MS  | P |
| -- | --------- | - | - | - | - | -- | -- | --- | - |
| 1  | Zambia    | 3 | 2 | 1 | 0 | 10 | 2  | +8  | 5 |
| 2  | Italien   | 3 | 2 | 0 | 1 | 7  | 6  | +1  | 4 |
| 3  | Irak      | 3 | 1 | 1 | 1 | 5  | 4  | +1  | 3 |
| 4  | Guatemala | 3 | 0 | 0 | 3 | 2  | 12 | −10 | 0 |

| Hemma \ Borta | Guatemala | Irak | Italien | Zambia |
| Guatemala     | —         | —    | —       | —      |
| Irak          | 3–0       | —    | —       | 0–2    |
| Italien       | 5–2       | —    | —       | —      |
| Zambia        | 4–0       | 2–2  | 4–0     | —      |

## Friidrott
Damernas maraton
- María del Pilar — 2:51.33 (→ 53:e plats)

## Gymnastik

### Artistisk
Damer
| Idrottare            | Gren                 | Kval   | Kval   | Kval   | Kval   | Kval   | Kval      |
| Idrottare            | Gren                 | Grenar | Grenar | Grenar | Grenar | Totalt | Placering |
| Idrottare            | Gren                 | H      | Ba     | Bo     | F      | Totalt | Placering |
| -------------------- | -------------------- | ------ | ------ | ------ | ------ | ------ | --------- |
| María Flores-Wurmser | Individuell mångkamp | 19,050 | 18,650 | 18,800 | 18,825 | 75,325 | 76        |